# 曼弗雷德·施奈德
曼弗雷德·施奈德（德語：Manfred Schneider，1941年10月9日—），德国男子赛艇运动员。他曾代表东德参加1968年和1972年夏季奥林匹克运动会赛艇比赛，其中1972年奥运会获得一枚铜牌。